# Maciej Brzeziński
Maciej Brzeziński (ur. 15 marca 1933 w Grodzisku Mazowieckim, zm. 13 lipca 2022) – pułkownik pilot Sił Zbrojnych Polskiej Rzeczypospolitej Ludowej.

## Życiorys
Maciej Brzeziński urodził się 15 marca 1933 w Grodzisku Mazowieckim. 15 sierpnia 1951, mając tzw. małą maturę, wstąpił do Oficerskiej Szkoły Lotniczej nr 5 w Radomiu. Promowany był 8 listopada 1953 na podporucznika pilota. Po szkole został skierowany do 13 pułku lotnictwa myśliwskiego w Łęczycy.
31 sierpnia 1955 był starszym pilotem, od 26 października 1956 dowódcą klucza lotniczego, od 11 września 1958 pomocnikiem ds. pilotowania dowódcy eskadry przechwytywania.
28 maja 1960 objął stanowisko zastępcy dowódcy eskadry lotnictwa pościgowego ds. liniowych, od 23 maja 1962 do 15 października 1967 był dowódcą eskadry lotniczej. Jednocześnie uczył się w liceum ogólnokształcącym i w roku 1961 otrzymał świadectwo dojrzałości.
16 października 1967 objął stanowisko szefa strzelania powietrznego w 13 pułku lotnictwa myśliwskiego.
30 września 1968 rozpoczął studia w Akademii Sztabu Generalnego Wojska Polskiego w Rembertowie, którą ukończył 30 sierpnia 1971. Po studiach objął stanowisko szefa strzelania powietrznego w 39 pułku lotnictwa myśliwskiego w Mierzęcicach, gdzie był do 24 czerwca 1972. Następnie został zastępcą ds. liniowych dowódcy 10 pułku lotnictwa myśliwskiego w Łasku.
13 listopada 1972 powierzono mu pełnienie obowiązków dowódcy 10 pułku lotnictwa myśliwskiego, a 9 lipca 1974 do 28 kwietnia był nominowanym dowódcą tego pułku. Po przekazaniu obowiązków dowódcy pułku, był do 15 stycznia 1979 do dyspozycji dowódcy Wojsk Obrony Powietrznej Kraju. Następnie jest dyżurnym odpowiedzialnym - zastępcą szefa Sztabu 1 Korpusu Obrony Powietrznej Kraju w Warszawie. Od 4 stycznia 1980 ponownie był w dyspozycji dowódcy Wojsk Obrony Powietrznej Kraju.
10 marca 1980 objął obowiązki dowódcy - starszego dyżurnego w 2 Ośrodku Kierowania Ruchem Lotniczym w Poznaniu, które wykonywał do 23 września 1983. Jednocześnie podczas pełnienia tych obowiązków ukończył Wyższy Kurs Doskonalenia Oficerów, który był zorganizowany dla kadry Wojskowych Ośrodków Kierowania Ruchem lotniczym w 
Oficerska Szkoła Lotnicza w Dęblinie.
24 września 1983 został kierownikiem Studium Wojskowego Politechniki Łódzkiej, które wykonywał do 7 listopada 1986.
7 listopada 1986 odszedł na emeryturę. Był pilotem wojskowym pierwszej klasy od roku 1960. Nalot ogólny ponad 4500 godzin. Latał na samolotach: UT-2, TS-11 Iskra, Lim-2, Lim-5, Lim-5p, TS-8 Bies, Jak-11, i MiG-21. Miał przypadek, podczas służby w lotnictwie, pompażu silnika MiG-21 na wysokości 13 000 metrów, ponownie uruchomił silnik.

## Ordery i odznaczenia
- Krzyż Kawalerski Orderu Odrodzenia Polski – 1974
- Złoty Krzyż Zasługi – 1968